# Wayne Molis
Wayne J. Molis (Chicago, 17 aprile 1943 – Hinsdale, 24 marzo 2002) è stato un cestista statunitense, professionista nella NBA e nella ABA.

## Carriera
Venne selezionato dai New York Knicks al decimo giro del Draft NBA 1965 (75ª scelta assoluta).